# Flisa (tätort)
Flisa är en tätort som utgör centralort i Åsnes kommun i Innlandet fylke i östra Norge. Tätorten har 1 738 invånare (1 januari 2022).
Flisa ligger vid älven Glomma och är ett bygdecentrum i Solørtrakten. Den var en av stationerna på Solørbanan innan persontrafiken på banan lades ner i mitten av 1990-talet.

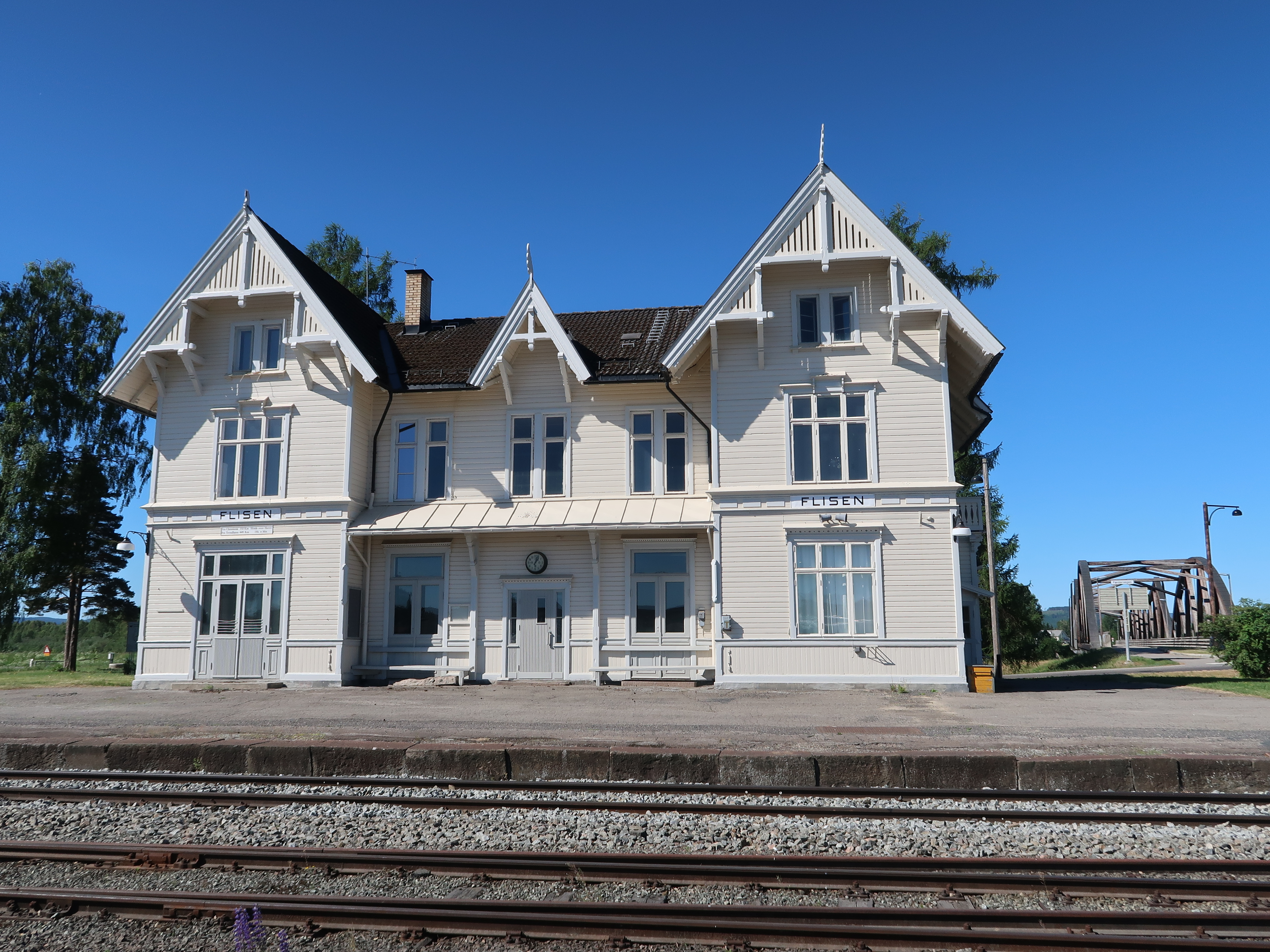
Flisa station (2018).